# Ek! (есперанто-клуб)
Ek! — київський міський есперанто-клуб. Гасло: розвиваймося разом! Керівник: Євгенія Словачевська.
Діяльність:
- уроки есперанто;
- практика розмов на вільну тему;
- підтримка українських есперанто інтернет-проектів;
- популяризація мови;
- організація міжнародних семінарів.

## Заходи
- В квітні 2008 року Ek! представляв есперанто на міжнародному фестивалі мов «Екологія спілкування»[2].
- Весною 2010 виступив спів-організатором багатоденного міжнародного семінару есперантистів в Ялті та Києві — есп. MIaMU–1 / Mikaelo Invitas aŭ Malkovru Ukrainion![3] що планується проводити щороку.

## Інтернет-проєкти
Клуб ініціював створення та регулярно поповнює єдині в Україні сайти присвячені вивченню есперанто, популяризації України міжнародному есперанто-руху: ukrainio.org.ua [Архівовано 4 серпня 2010 у Wayback Machine.] та retejo.net [Архівовано 31 березня 2022 у Wayback Machine.]. 
За участі члена клубу Ek! Андрія Янковського у світ вийшов гумористичний міні-курс про мера Києва Леоніда Черновецького , в процесі наповнення єдина в Інтернеті автономна програма есперанто-український-есперанто словник.